# Matt Moore (attore)
Matt Moore (Kells, 8 gennaio 1888 – Hollywood, 20 gennaio 1960) è stato un attore e regista irlandese naturalizzato statunitense che lavorò nel cinema fin dagli anni dieci.

## Biografia
Nato nel 1888 in Irlanda a Kells, nella contea di Meath, nel 1896 emigrò con la famiglia negli Stati Uniti insieme ai fratelli Tom, Owen, Joe e Mary.

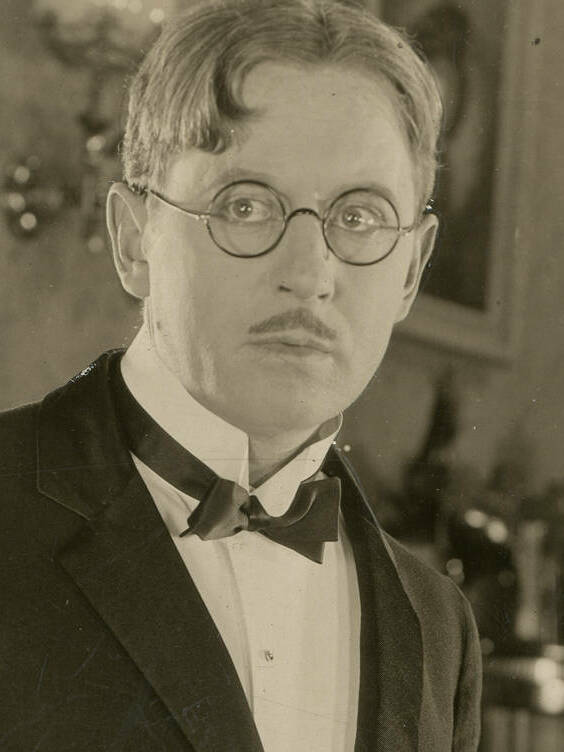
Matt Moore, 1924

Matt ebbe una lunga carriera di attore iniziata nel 1912 e finita nei tardi anni cinquanta. All'apice della sua carriera, ricoprì ruoli di eroe romantico e, tra le sue partner, vi furono alcune delle dive più conosciute dello schermo come Marion Davies, Enid Bennett e Mary Pickford.

### Riconoscimenti
Per il suo contributo all'industria cinematografica, all'attore fu attribuita una stella sulla Hollywood Walk of Fame al 6301 di Hollywood Boulevard.

### La famiglia
Tutti i fratelli Moore lavorarono nel cinema: Tom, il maggiore, (1883-1955), si sposò con due note attrici: la prima fu Alice Joyce, la seconda la giovane Renée Adorée; Owen (1886-1939), fu il primo marito di Mary Pickford, probabilmente la più celebre diva del muto e la più potente donna del cinema hollywoodiano.

## Filmografia

### Attore

#### 1912
- Tangled Relations, regia di Harry Solter - cortometraggio (1912)

#### 1913
- Just a Fire Fighter, regia di George Loane Tucker - cortometraggio (1913)
- The Jealousy of Jane, regia di George Loane Tucker - cortometraggio (1913)
- A Possibility, regia di George Loane Tucker - cortometraggio (1913)
- The Yogi, regia di George Loane Tucker - cortometraggio (1913)
- Lord Barry's Low Acquaintance - cortometraggio (1913)
- Mating, regia di Fay Wallace - cortometraggio (1913)
- In Search of Quiet - cortometraggio (1913)
- The Pursuit of Jane - cortometraggio (1913)
- The Manicure - cortometraggio (1913)
- None But the Brave Deserve the --? - cortometraggio (1913)
- In Peril of the Sea, regia di George Loane Tucker - cortometraggio (1913)
- Their Parents, regia di George Loane Tucker - cortometraggio (1913)
- The Winner - cortometraggio (1913)
- Hidden Fires, regia di George Loane Tucker – cortometraggio (1913)
- The Girl o'the Woods, regia di Harry Solter - cortometraggio (1913)
- Big Sister, regia di George Loane Tucker (1913)
- Who Killed Olga Carew? - cortometraggio (1913)
- Where the Hop Vine Twines - cortometraggio (1913)
- Traffic in Souls, regia di George Loane Tucker (1913)
- Unto the Third Generation, regia di Harry Solter - cortometraggio (1913)
- Plain Jane, regia di Matt Moore - cortometraggio 1913)
- The Influence of Sympathy, regia di Harry Solter - cortometraggio (1913)
- A Girl and Her Money, regia di Harry Solter - cortometraggio (1913)

#### 1914
- The Coryphee, regia di Harry Solter (1914)
- The Romance of a Photograph, regia di Harry Solter (1914)
- The False Bride, regia di Harry Solter - cortometraggio (1914)
- The Law's Decree, regia di Harry Solter (1914)
- The Stepmother, regia di Harry Solter (1914)
- The Honeymooners, regia di Harry Solter - cortometraggio (1914)
- Diplomatic Flo
- The Little Mail Carrier
- The Pawns of Destiny
- The Bribe, regia di Harry Solter (1914)
- A Disenchantment
- The Doctor's Testimony
- A Singular Cynic
- The Mad Man's Ward
- The Honor of the Humble
- Counterfeiters
- A Mysterious Mystery
- The Woman Who Won
- For the People
- A Singular Sinner

#### 1915
- The Beautiful Unknown
- Father's Strategy
- Professional Jealousy - cortometraggio (1915)
- How She Fooled Aunty
- The Laugh That Died
- A Photoplay Without a Name, or: A $50.00 Reward
- The Unhidden Treasure
- Mary's Duke
- The Rustle of a Skirt
- The Honor of the Ormsbys
- The Girl Who Had a Soul
- A Witch of Salem Town
- The Judgment of Men
- A Daughter of the Nile
- Circus Mary
- The Little Lady Across the Way
- When Love Laughs

#### 1916
- Vanity Thy Name Is?
- Plot and Counter Plot
- Her Invisible Husband
- The Poet's Progress
- Why Mrs. Kentworth Lied
- A Double Fire Deception, regia di Allen Holubar - cortometraggio (1916)
- His Little Story
- Blind Man's Bluff, regia di Harry Solter - cortometraggio (1916)
- The River Goddess
- A Stranger in His Own Home, regia di Matt Moore - cortometraggio (1916)
- The Come On, regia di Matt Moore - cortometraggio (1916)
- Ashamed of the Old Folks
- Jane's Choice
- Ventimila leghe sotto i mari (20,000 Leagues Under the Sea), regia di Stuart Paton (1916)

#### 1917
- The Pride of the Clan
- Homeless, regia di George Loane Tucker (1917)
- The Fireman's Bride
- An Hour of Terror (1917)
- David Craig's Luck
- Pots and Poems
- Breaking the Family Strike
- She Married Her Husband
- One Bride Too Many
- The Brass Girl
- Runaway, Romany, regia di George W. Lederer (1917)

#### 1918
- The Wall Invisible, regia di Bernard J. Durning (1918)
- Heart of the Wilds, regia di Marshall Neilan (1918)
- Stake Uncle Sam to Play Your Hand (1918)

#### 1919
- The Bondage of Barbara, regia di Emmett J. Flynn (1919)
- A Wild Goose Chase, regia di Harry Beaumont (1919)
- The Unpardonable Sin, regia di Marshall Neilan (1919)
- Getting Mary Married, regia di Allan Dwan (1919)
- The Unwritten Code, regia di Bernard J. Durning (1919)
- Sahara, regia di Arthur Rosson (1919)
- The Dark Star
- The Glorious Lady, regia di George Irving (1919)
- A Regular Girl

#### 1920
- Don't Ever Marry, regia di Victor Heerman e Marshall Neilan (1920)
- The Sport of Kings, regia di Frederick A. Thomson (1920)
- Whispers, regia di  William P.S. Earle (1920)
- Hairpins, regia di Fred Niblo (1920)
- Love Madness

#### 1921
- The Passionate Pilgrim, regia di Robert G. Vignola (1921)
- Straight Is the Way, regia di Robert G. Vignola (1921)
- The Miracle of Manhattan, regia di George Archainbaud (1921)
- A Man's Home, regia di Ralph Ince (1921)

#### 1922
- Back Pay, regia di Frank Borzage (1922)
- Sisters, regia di Albert Capellani (1922)
- The Storm, regia di Reginald Barker (1922)
- The Jilt, regia di Irving Cummings (1922)
- Minnie

#### 1923
- Drifting, regia di Tod Browning (1923)
- Strangers of the Night, regia di Fred Niblo (1923)
- White Tiger, regia di Tod Browning (1923)

#### 1924
- No More Women, regia di Lloyd Ingraham (1924)
- The Breaking Point, regia di Herbert Brenon (1924)
- A Self-Made Failure, regia di William Beaudine (1924)
- Fools in the Dark, regia di Alfred Santell (1924)
- The Wise Virgin, regia di Lloyd Ingraham (1924)
- Another Man's Wife, regia di Bruce Mitchell (1924)
- Sirena di acciaio (A Lost Lady), regia di Harry Beaumont (1924)

#### 1925
- The Narrow Street, regia di William Beaudine (1925)
- The Way of a Girl, regia di Robert G. Vignola (1925)
- How Baxter Butted In, regia di William Beaudine (1925)
- Grounds for Divorce, regia di Paul Bern (1925)
- Il trio infernale (The Unholy Three), regia di Tod Browning (1925)
- Mille disgrazie e una fortuna (His Majesty, Bunker Bean), regia di Harry Beaumont (1925)
- Where the Worst Begins, regia di John McDermott (1925)
- Three Weeks in Paris, regia di Roy Del Ruth (1925)

#### 1926
- Scuola dei mariti (His Jazz Bride), regia di Herman C. Raymaker (1926)
- The First Year, regia di Frank Borzage (1926)
- The Caveman
- Early to Wed, regia di Frank Borzage (1926)
- The Mystery Club (1926)
- Diplomacy, regia di Marshall Neilan (1926)
- Summer Bachelors, regia di Allan Dwan (1926)

#### 1929
- Coquette, regia di Sam Taylor (1929)

#### 1949
- Malesia (Malaya), regia di Richard Thorpe (1949)

### Regista
- The Little Lady Across the Way (1915)